# Tabac Cavendish

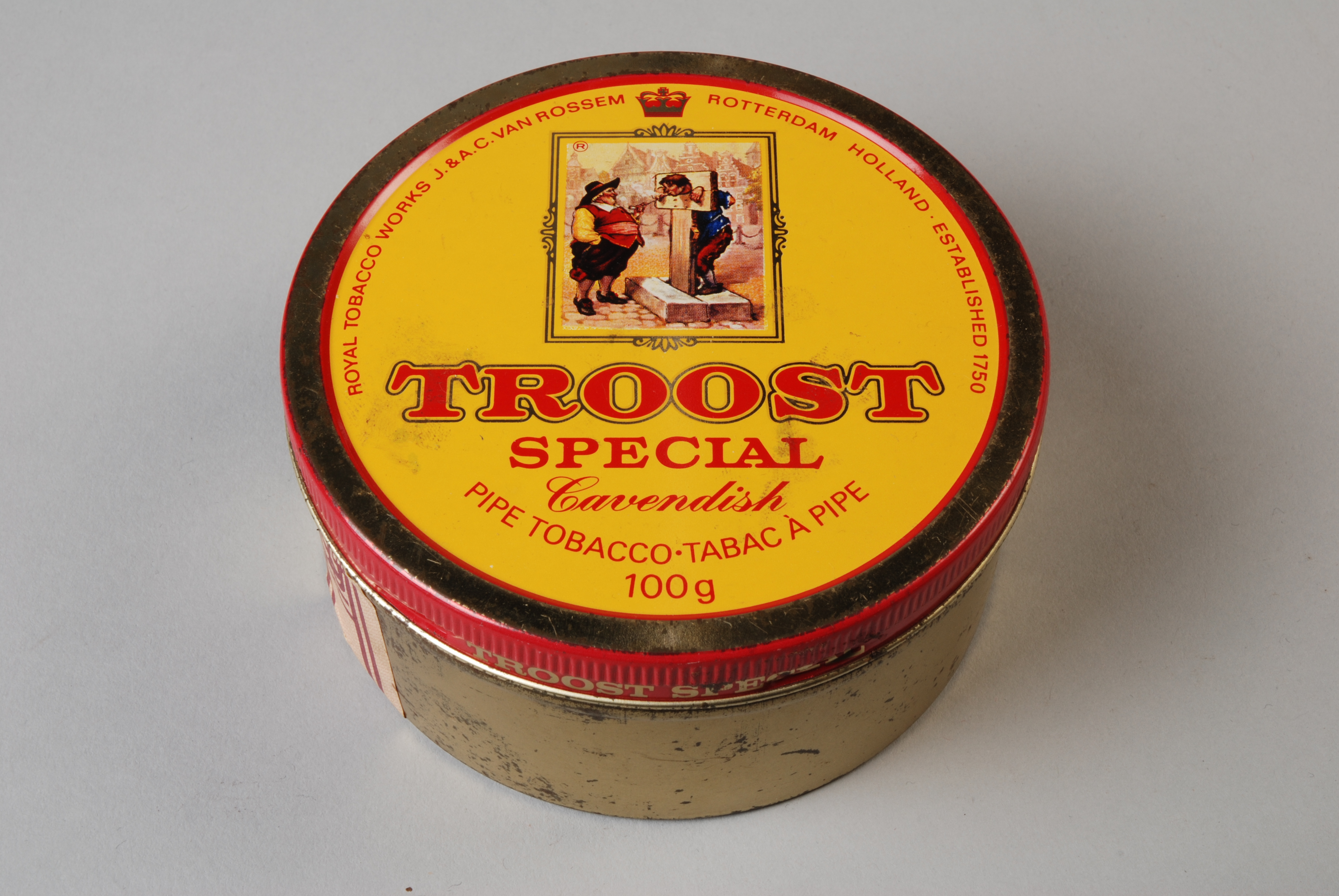
Boite de tabac Cavendish.

Le tabac Cavendish fait référence au tabac traité thermiquement au feu ou à la vapeur, puis soumis à une forte pression afin de produire un goût sucré avec une texture humide. Les variétés américaines, hollandaises et danoises impliquent l'ajout d'arômes; tandis que British Cavendish, communément appelé Cavendish non sucré ou non aromatisé, fait ressortir les sucres naturels du tabac grâce à la pression appliquée pendant le processus de préparation. Le tabac Cavendish porte le nom de Sir Thomas Cavendish.
Les variétés de feuilles de tabac les plus couramment utilisées pour créer le tabac Cavendish sont le tabac de Virginie et le Burley.
Les arômes comprennent le sucre, la cerise, l'érable, le miel, la réglisse, le chocolat, la noix de coco, le rhum, la fraise, la vanille, la noix et le bourbon.

## Processus
La préparation du tabac Cavendish commence en pressant les feuilles de tabac en un gâteau d'environ 2,5 centimètres (1 po) d'épaisseur. Ensuite, le gâteau est chauffé au feu ou à la vapeur, ce qui permet au tabac de fermenter. Ensuite, le gâteau fermenté est coupé en tranches et emballé dans des tuyaux (un grand tonneau en bois). Enfin, un arôme peut être ajouté avant que les feuilles ne soient de nouveau pressées. Le Cavendish anglais utilise le tabac de Virginie séché soit au feu ou autre, qui est cuit à la vapeur puis stocké sous pression pour lui permettre de sécher et de fermenter pendant plusieurs jours ou semaines.